# جايسون وايت (سائق سباق)
جايسون وايت (بالإنجليزية: Jason White)‏ هو سائق سباق أمريكي، ولد في 5 يونيو 1979 في ريتشموند في الولايات المتحدة.

## وصلات خارجية
- الموقع الرسمي
- جايسون وايت على موقع Racing-Reference.info (الإنجليزية)